# تامزوغة
تامزوغة إحدى بلديات ولاية عين تموشنت الجزائرية عن دائرة عين الأربعاء.